# Höckergänse
Höckergänse sind Hausgänse, die auf die Domestizierung der Schwanengans (Anser cygnoid) in Nordostasien zurückgehen.

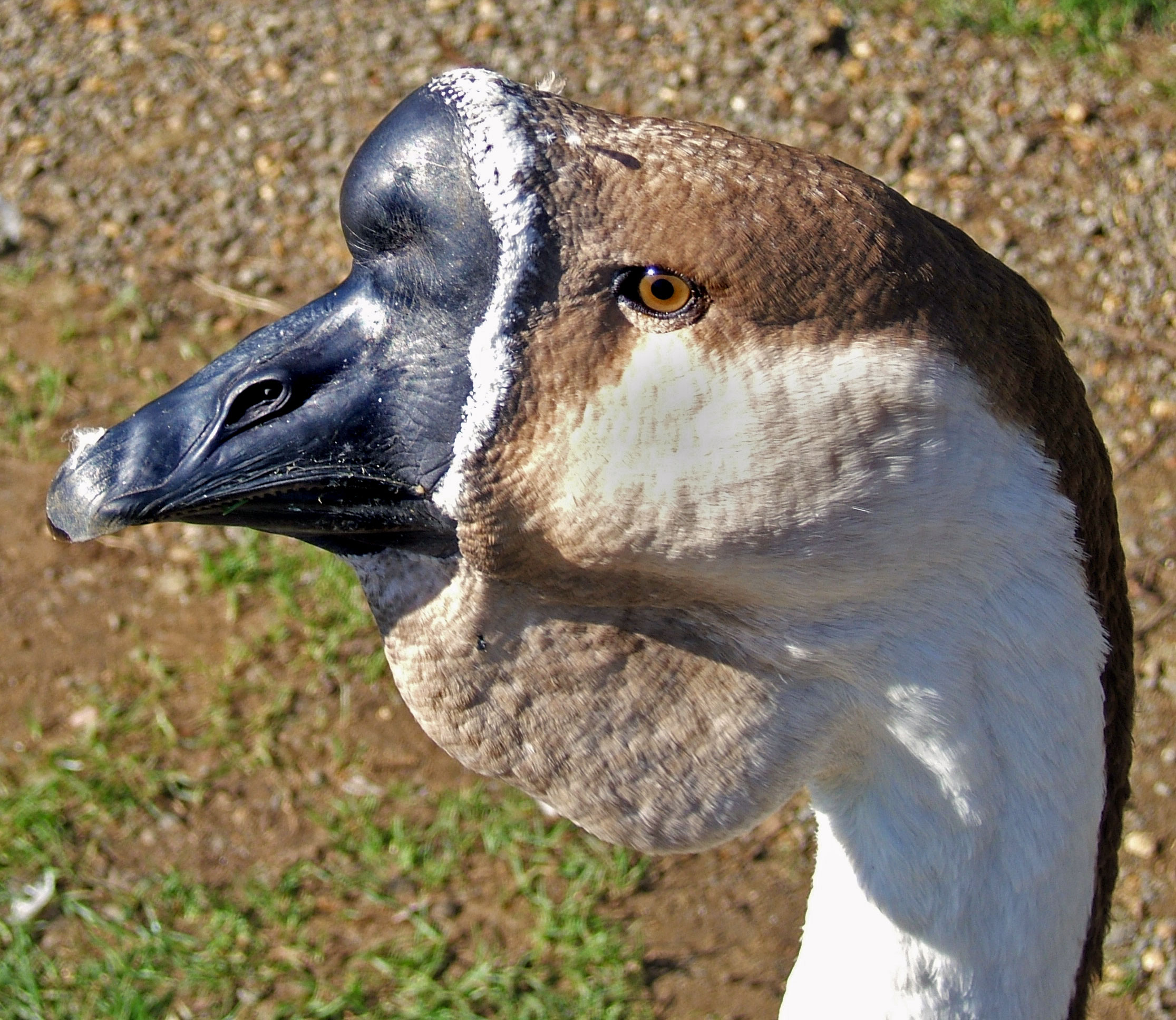
Afrikanische Höckergans mit Schnabelhöcker und Kehlwamme

Höckergänse haben einen dem Höckerschwan ähnlichen Stirnhöcker auf dem Oberschnabel, der bei männlichen Tieren ausgeprägter ist als bei weiblichen. Insbesondere bei alten Gantern kann dieser derart auswachsen, dass er beinahe wie ein kleines Horn wirkt. Bei der Wildform der Höckergänse ist dieser Höcker jedoch nur schwach und ausschließlich im männlichen Geschlecht ausgeprägt.

## Rassen und Varietäten
Zu den Höckergänsen zählen die Rassen:
- Höckergans[1]
- Afrikanische Höckergans, die schwere Variante der Höckergans, die ursprünglich als Mastgans diente und über Madagaskar nach Amerika und Europa gebracht wurde[2]
- Cholmogory Gans, die russische schwere Zuchtform der Höckergänse mit grauweiß geschecktem Gefieder und ausgeprägter Kehlwamme[3]
- Huoyan, die leichte chinesische Rasse mit hoher Legeleistung[4]
- Kubangans, moderne russische Rasse[5][6]

Höckergänse
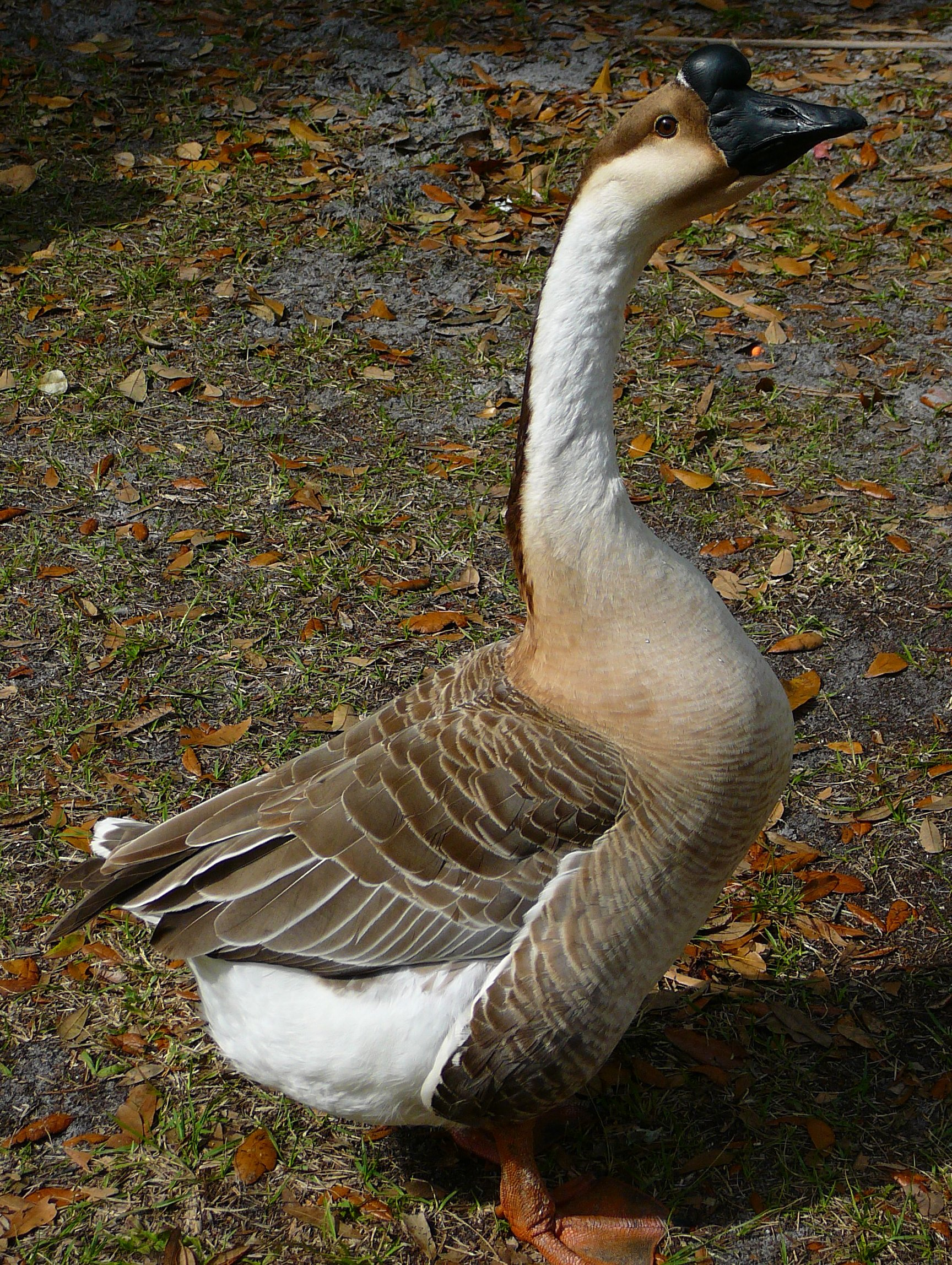
Graubraune Höckergans
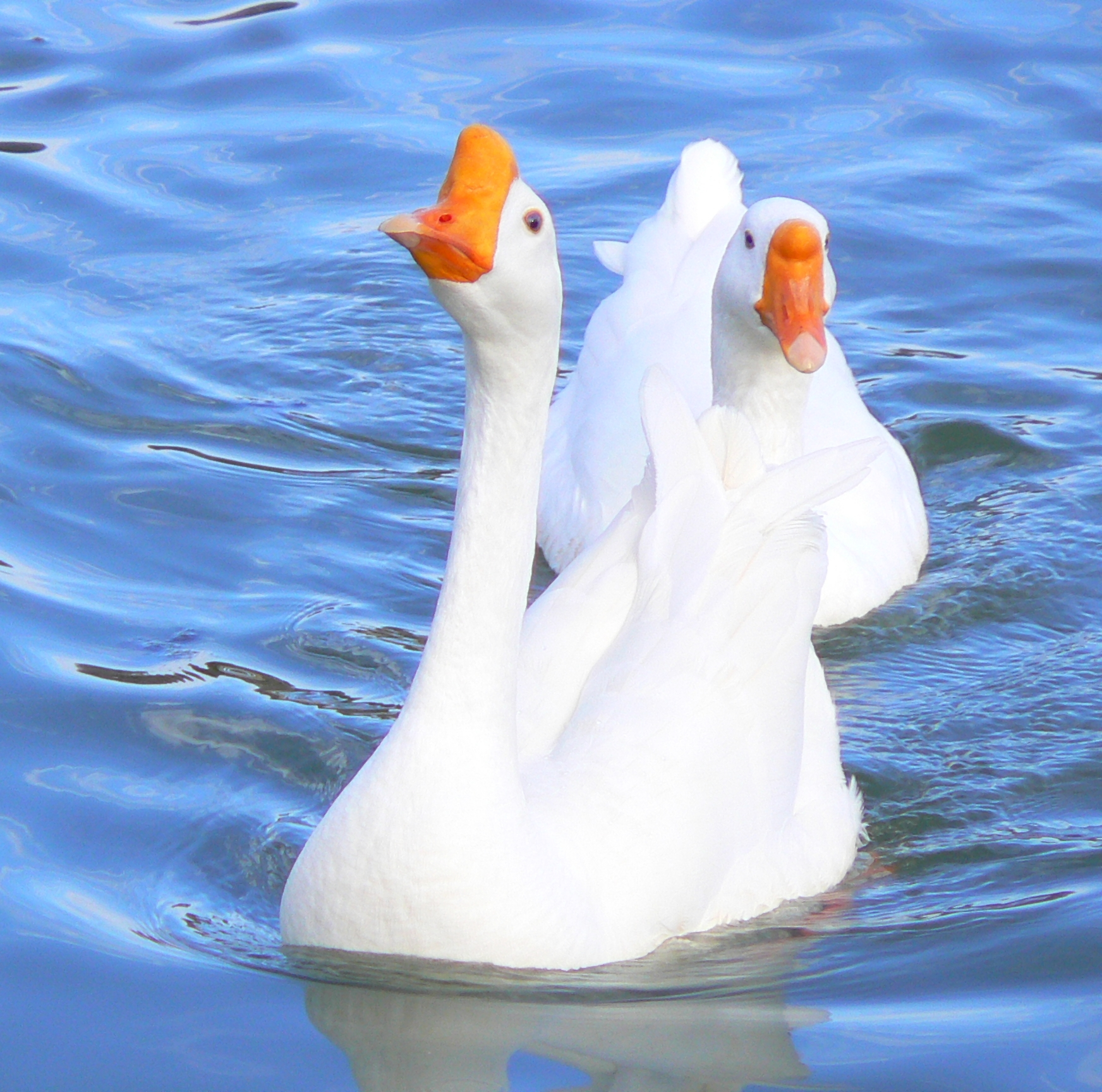
Weiße Höckergänse
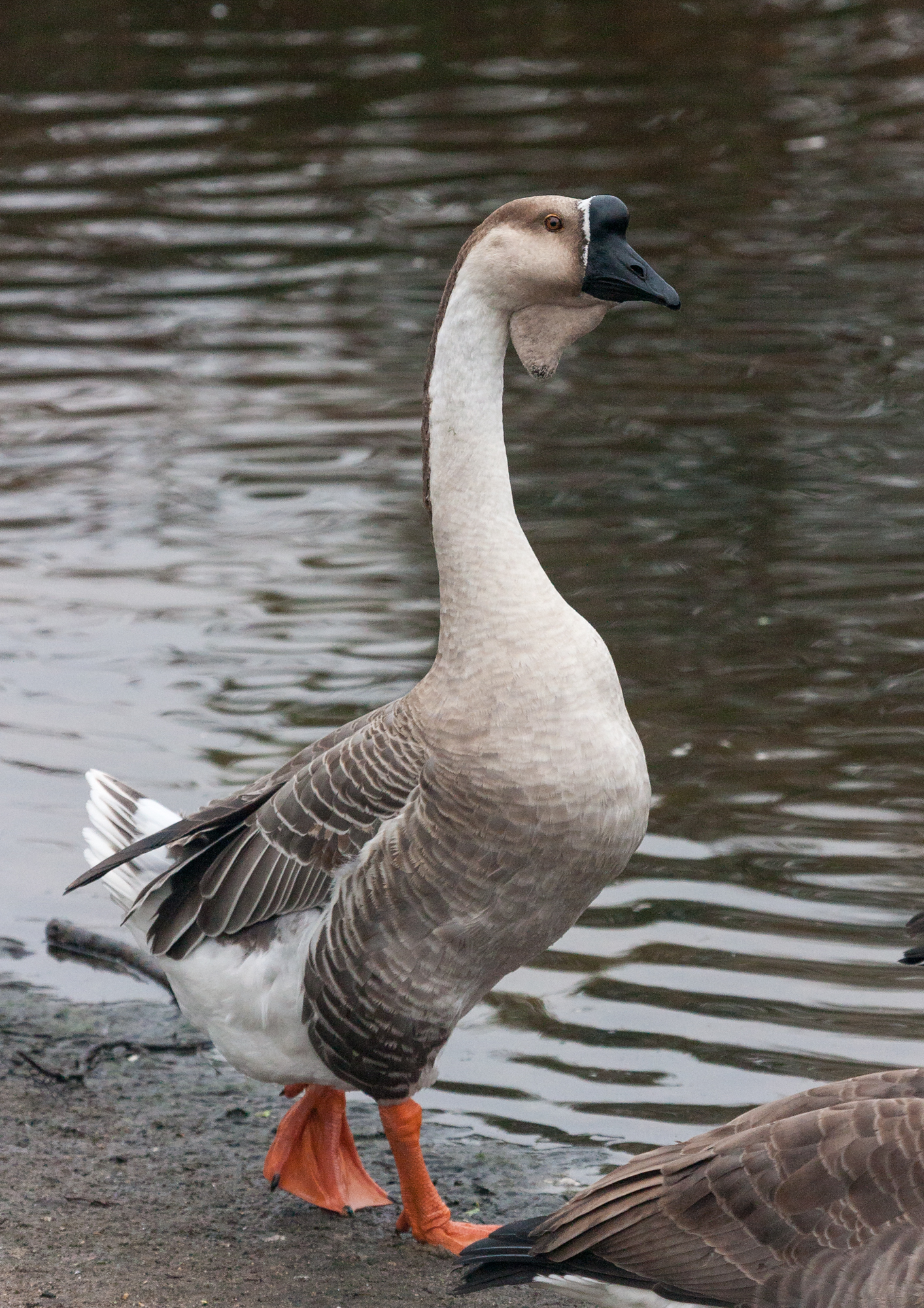
Afrikanische Höckergans

Darüber hinaus gibt es mehr als 20 chinesische Rassen der Höckergans.
Die russischen Lindagänse sind in Russland keine anerkannten Rassegänse. Die in Deutschland gezeigten Gänse dieses Namens entsprechen dem weißen Farbenschlag der Afrikanischen Höckergans. Ein Antrag auf Anerkennung als Rasse wurde durch den Europäischen Verband für Kleintierzucht abschlägig beschieden.

## Kreuzungen
Höckergänse lassen sich problemlos mit Hausgänsen, die von den Graugänsen abstammen, kreuzen. Auf eine solche Kreuzung gehen die Steinbacher Kampfgans und wohl auch die Emdener Gans und die Toulouser Gans zurück.

Kreuzungen mit Hausgänsen
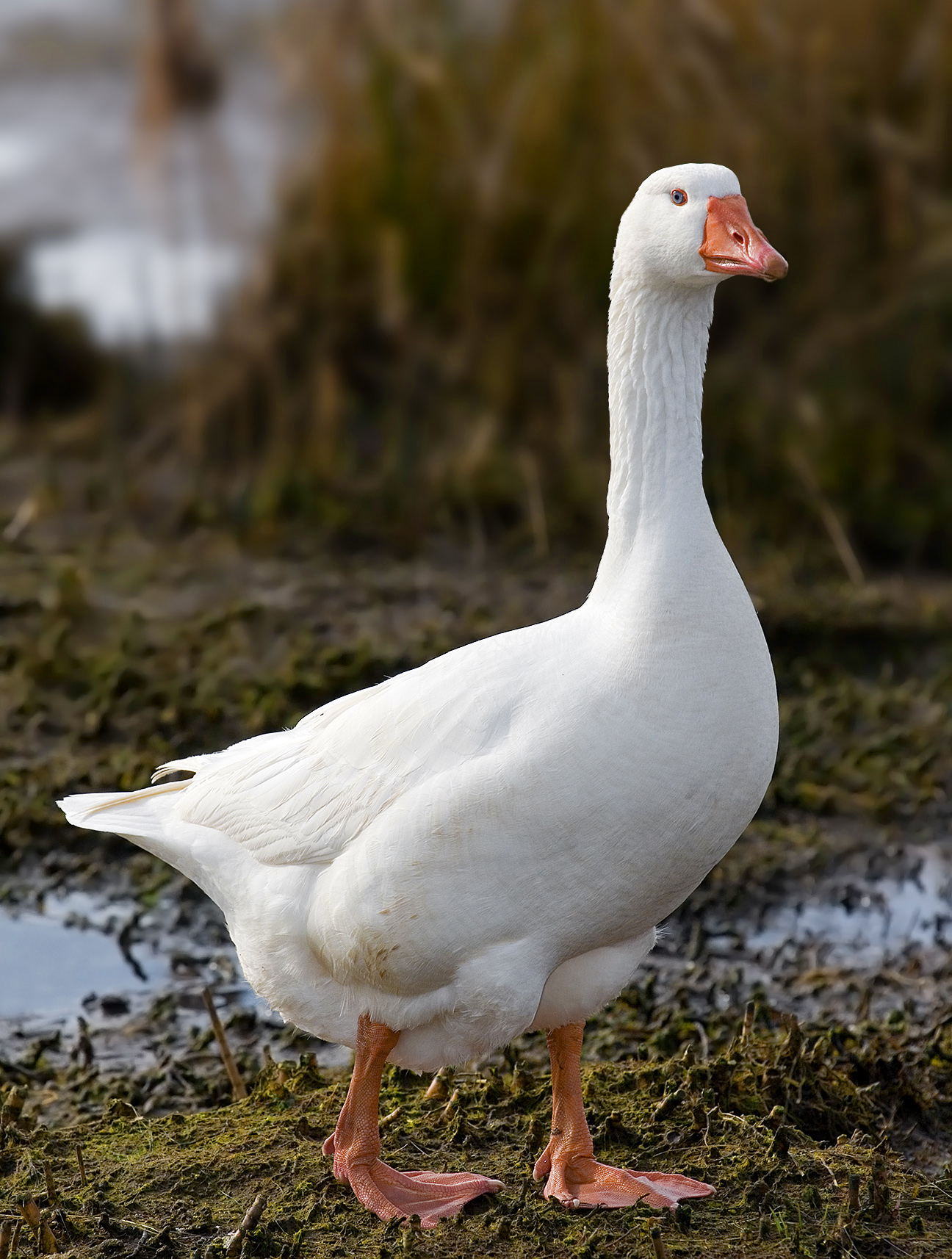
Emdener Gans
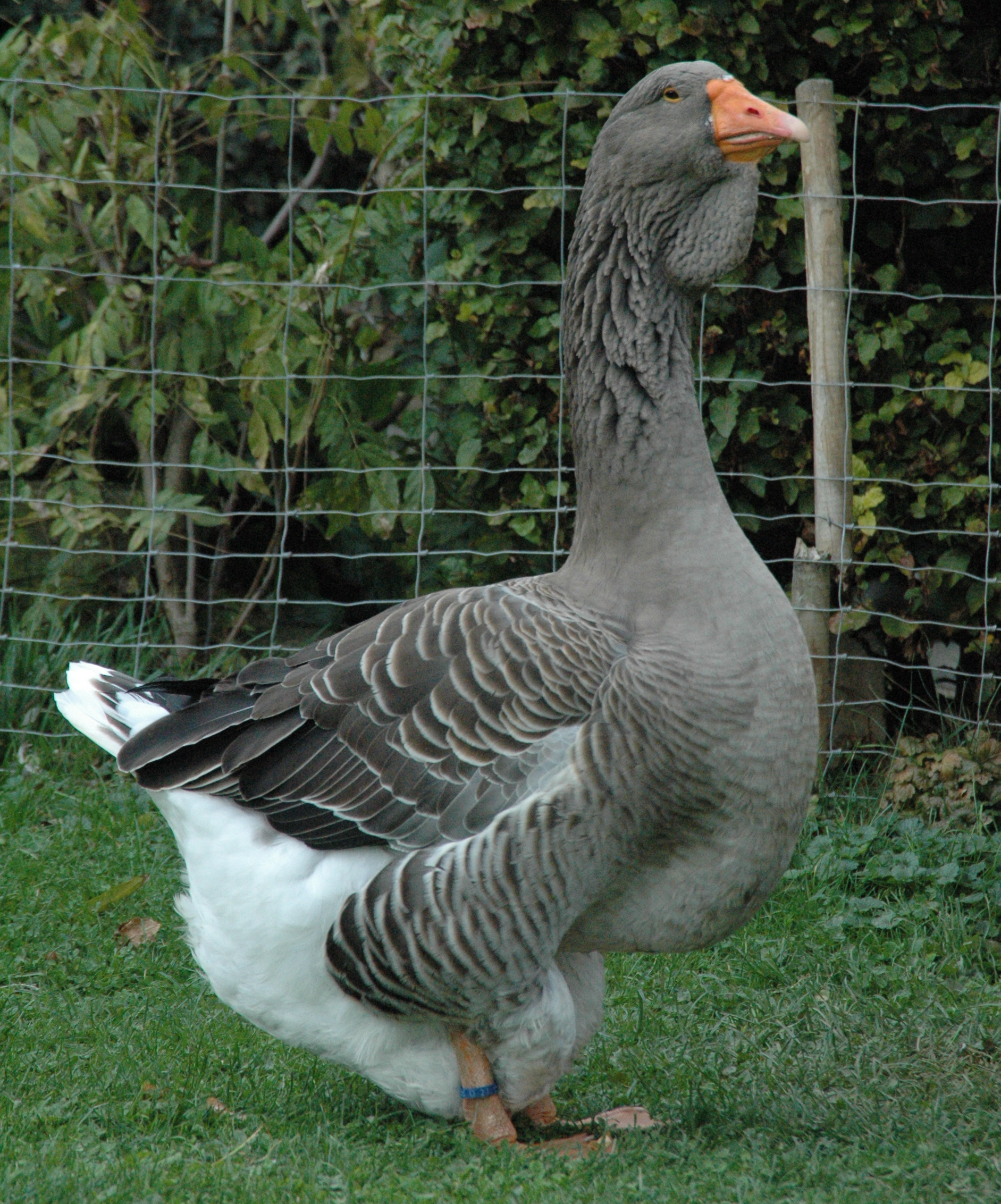
Toulouser Gans

Außerdem existieren zahlreiche Kreuzungsrassen russischer Gänse mit Höckergänsen, darunter Kubangans und Gorki.